# Javier Solana

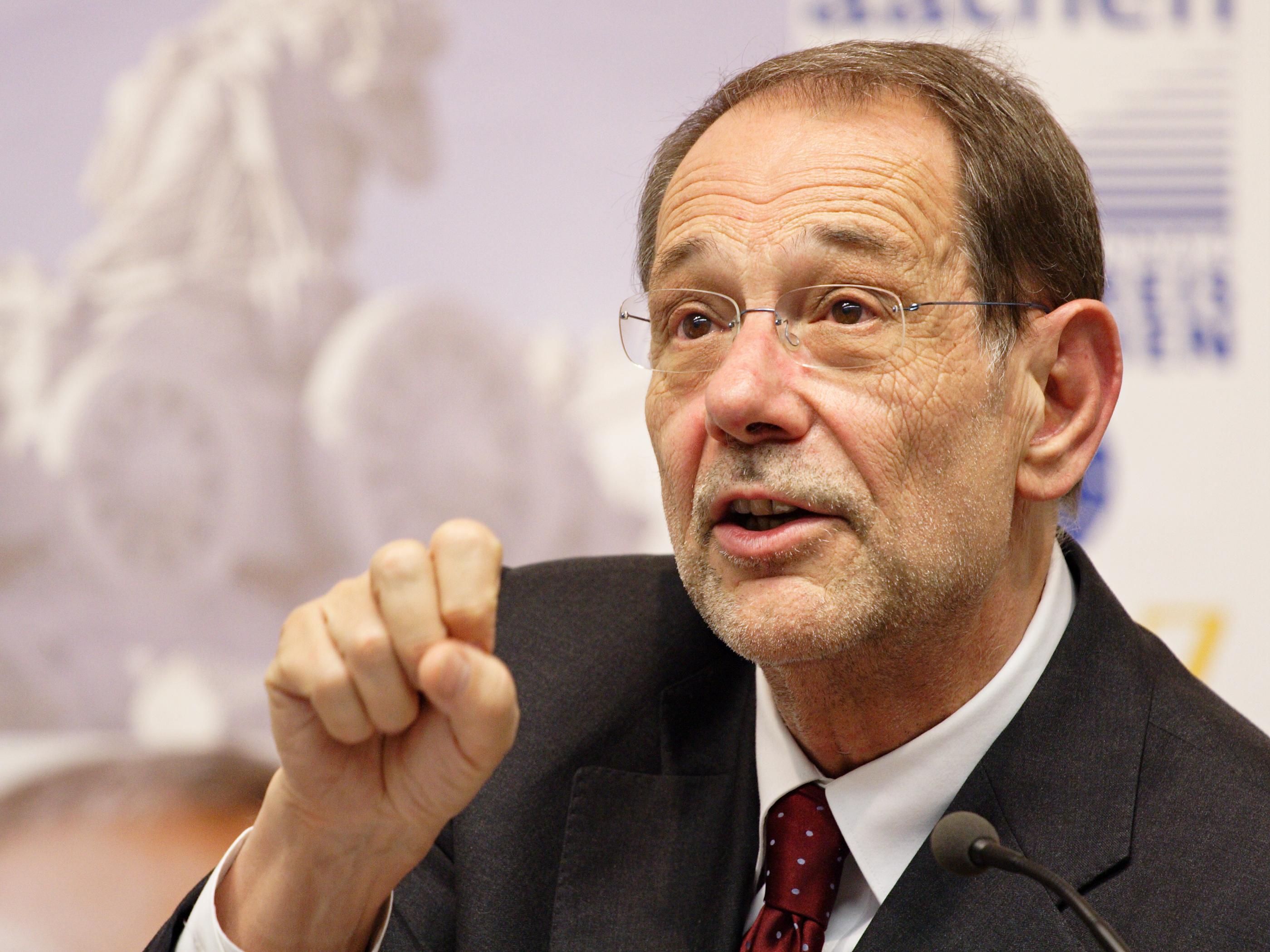
Javier Solana, 2007

Francisco Javier Solana de Madariaga (* 14. Juli 1942 in Madrid) ist ein spanischer Politiker. Von 1995 bis 1999 war er Generalsekretär der NATO. Von 1999 bis Ende November 2009 war er Generalsekretär des Rates der Europäischen Union und Hoher Vertreter für die Gemeinsame Außen- und Sicherheitspolitik (GASP) sowie Generalsekretär der Westeuropäischen Union (WEU). Aufgrund seiner weitreichenden Kompetenzen in außen- und verteidigungstechnischen Fragen der EU wurde Solana häufig als deren „Außenminister“ bezeichnet.

## Familie
Javier Solana wurde am 14. Juli 1942 in Madrid geboren. Sein Vater, ein Sohn des Pädagogen und Autors Ezequiel Solana Ramirez, war der 1962 verstorbene Chemieprofessor Luis Solana San Martín. Seine 2005 verstorbene Mutter Obdulia Madariaga Pérez war eine Tochter des Ökonomen Rogelio de Madariaga y Castro. Sein Großonkel war der spanische Diplomat und Schriftsteller Salvador de Madariaga.
Javier Solana hat zwei ältere Geschwister, Luís und Isabel, sowie zwei jüngere, Ignacio und Jesús. Luís Solana war 1983–1989 Vorstandsvorsitzender der Telefónica S.A. und 1989–1990 Generaldirektor der Radiotelevisión Española S.A. RTVE.

## Leben
Von 1959 bis 1965 absolvierte Javier Solana ein Physik-Studium an der Universität Complutense Madrid. 1963 wurde er aufgrund seines Engagements in der Oppositionsbewegung gegen den Diktator Francisco Franco der Universität verwiesen. Solana ging in die Niederlande. Nach Abschluss seines Studiums in Großbritannien lebte er längere Zeit mit einem Fulbright-Stipendium in den USA. Er promovierte 1968 an der University of Virginia, an der er anschließend bis 1971 forschte und lehrte. Im selben Jahr kehrte Solana nach Spanien zurück, wo er u. a. als Professor für Festkörperphysik lehrte.
Solana ist verheiratet mit Concepción Gimenéz, der Tochter eines Franco-Generals. Er hat zwei erwachsene Kinder, Sohn Diego und Tochter Vega.

## Politische Laufbahn
Nach dem Ende der Franco-Diktatur 1977 wurde Javier Solana von der Sozialistischen Arbeiterpartei Spaniens (PSOE), der er seit 1964 angehörte, in die verfassunggebende Versammlung entsandt. Später war er auch als Abgeordneter und in der Lehrergewerkschaft innerhalb der Gewerkschaft Unión General de Trabajadores aktiv.
1982 trat Solana als Kulturminister in das Kabinett von Felipe González ein, 1988 wurde er Bildungs- und Kultusminister und 1992 Außenminister. Lange Zeit war er zudem Sprecher der spanischen Regierung.
Weitere Mitgliedschaften und Funktionen:
- Spanischer Zweig des Club of Rome
- Trilaterale Kommission
- Council on Foreign Relations (häufiger Redner, eng befreundet mit zahlreichen Vorsitzenden)
- Foreign Policy Association
- East West Institute

## NATO-Generalsekretär 1995–1999
Am 30. November 1995 wurde Solana zum NATO-Generalsekretär ernannt. Angehörige des US-amerikanischen Kongresses protestierten gegen diese Ernennung wegen seiner zeitweiligen Sympathie für den Marxismus und Fidel Castro. Solana war zu Beginn seiner politischen Laufbahn ein aktiver NATO-Gegner gewesen; er gehörte zu den Verfassern des Pamphlets 50 Gründe, gegen die NATO zu sein. Mit der Regierungsübernahme der ersten linksgerichteten Regierung seit dem Ende des Franquismus durch Felipe González im Jahr 1982 änderten allerdings große Teile der PSOE und Solana selbst ihre Haltung zu dieser Frage und warben beim Referendum um gleichen Jahr für ein Ja.
Während seiner Amtszeit baute Solana das Amt des NATO-Generalsekretärs um zahlreiche Befugnisse aus, die über die Weitergabe von Anweisungen der Mitgliedsstaaten an die militärischen Komponenten weit hinausgingen. Dies betraf insbesondere militärische Entscheidungen bezüglich des Jugoslawien-Konfliktes. Am 30. Januar 1999 übertrug man ihm Alleinentscheidungsbefugnisse über alle weiteren militärischen Entscheidungen der Balkaneinsätze der NATO. Der Befehl zum Beginn der Luftangriffe gegen jugoslawische Ziele wurde am 23. März 1999, ohne dass ein UN-Mandat vorgelegen hatte, von Solana erteilt. Am 24. März begann der Krieg.
Solana war während seiner Amtszeit als NATO-Generalsekretär auch Vorsitzender des Atlantic Council.

## Solana in EU und WEU
Solanas NATO-Mandat endete im Dezember 1999. Er hatte den Posten des Generalsekretärs bereits zwei Monate früher aufgegeben, um das neu geschaffene Amt des Hohen Vertreters für die Gemeinsame Außen- und Sicherheitspolitik der EU anzutreten. Gleichzeitig wurde er auch Generalsekretär des Rates der Europäischen Union, um angesichts der alle sechs Monate wechselnden Ratspräsidentschaft eine gewisse Kontinuität sicherzustellen.
Am 25. November 1999 wurde Solana von der Westeuropäischen Union (WEU) zu deren Generalsekretär ernannt.
Solana zeichnete verantwortlich für die Initiierung und Koordination der Barcelona-Konferenz im Jahr 1995, die den Beginn des 27 Staaten umfassenden Barcelona-Prozesses markierte. Der Vertrag über die Europäische Nachbarschaftspolitik bestätigte und erweiterte ihn für den Zeitraum von sieben Jahren (1. Januar 2007 – 31. Dezember 2013); 2008 wurde er in die Union für das Mittelmeer übergeführt. Solana war federführend bei der Aushandlung zahlreicher Assoziationsverträge zwischen der Europäischen Union und Nahost-Ländern. Er arbeitete zudem an verschiedenen Integrationsverträgen mit südamerikanischen Staaten wie Bolivien und Kolumbien. Zusammen mit dem UNO-Generalsekretär Ban Ki-moon, den Vertretern von Russland und den USA sowie dem EU-Ratsvorsitzenden bildet er das „Nahost-Quartett“. Er gilt als Architekt der Nahost-Roadmap des Quartetts.
Solana bemühte sich auch um einen ständigen Sitz der EU im UN-Sicherheitsrat und befürwortete eine Reform dieses Gremiums.
Im November 2004 unterstützte Solana Großbritannien, Frankreich und Deutschland bei deren Ansinnen, mit der Führung des Iran einen Vertrag bezüglich der Nutzung von nuklearem Anreicherungsmaterial auszuhandeln. Die EU teilte durch Solana mit, dass sie hoffe, durch diese und künftige Verhandlungen eine weitere „amerikanisch-irakische Art von Invasion“ zu vermeiden.
Solana wurde allerdings nicht von allen als EU-Außenpolitiker anerkannt. Dies zeigte sich im Juli 2004 in Israel. Der damalige Premierminister Ariel Scharon lehnte es ab, sich mit Solana zu treffen und sagte, er würde trotz Solanas prominenter Rolle im Nahost-Quartett nicht mit der EU zusammenarbeiten. Solana entgegnete, er und die EU würden in jedem Falle am israelisch-palästinensischen Friedensprozess beteiligt bleiben, ob es Israel gefalle oder nicht. Am 26. November 2004 entschieden sich Scharon und die Knesset für eine Zusammenarbeit mit der EU im Rahmen eines Nachbarschaftsabkommens (ENP) und zum Rückzug aus dem Gazastreifen.
Am 21. Januar 2005 traf sich Solana mit dem neu gewählten Präsidenten der Ukraine, Wiktor Juschtschenko, um über die Möglichkeit einer künftigen EU-Mitgliedschaft zu sprechen, obwohl die EU-Kommission kurz davor erklärt hatte, über keinerlei Pläne bezüglich eines Beitritts der Ukraine zu verfügen.
Im Januar 2006 griff Solana vermittelnd in den Gasstreit zwischen Russland und der Ukraine ein, obwohl die österreichische EU-Präsidentschaft eine Vermittlung nicht als dringend notwendig erachtet hatte – Solana soll Zeugen zufolge Moskau zum Einlenken gedrängt haben und es war offenbar nicht erkennbar gewesen, ob er im Auftrag der EU oder auf eigene Initiative handelte.
Nicht zuletzt aufgrund dieser Kritikpunkte gab es Spekulationen um die Nachfolge Solanas. Im Gespräch waren unter anderem der ungarische Premierminister Péter Medgyessy und der ehemalige französische EU-Kommissar Michel Barnier.
Am 6. Juni 2006 präsentierte Solana im Namen von Großbritannien, China, Frankreich, Deutschland, Russland und den USA ein Angebot an den Iran bezüglich dessen Nuklearprogrammes.

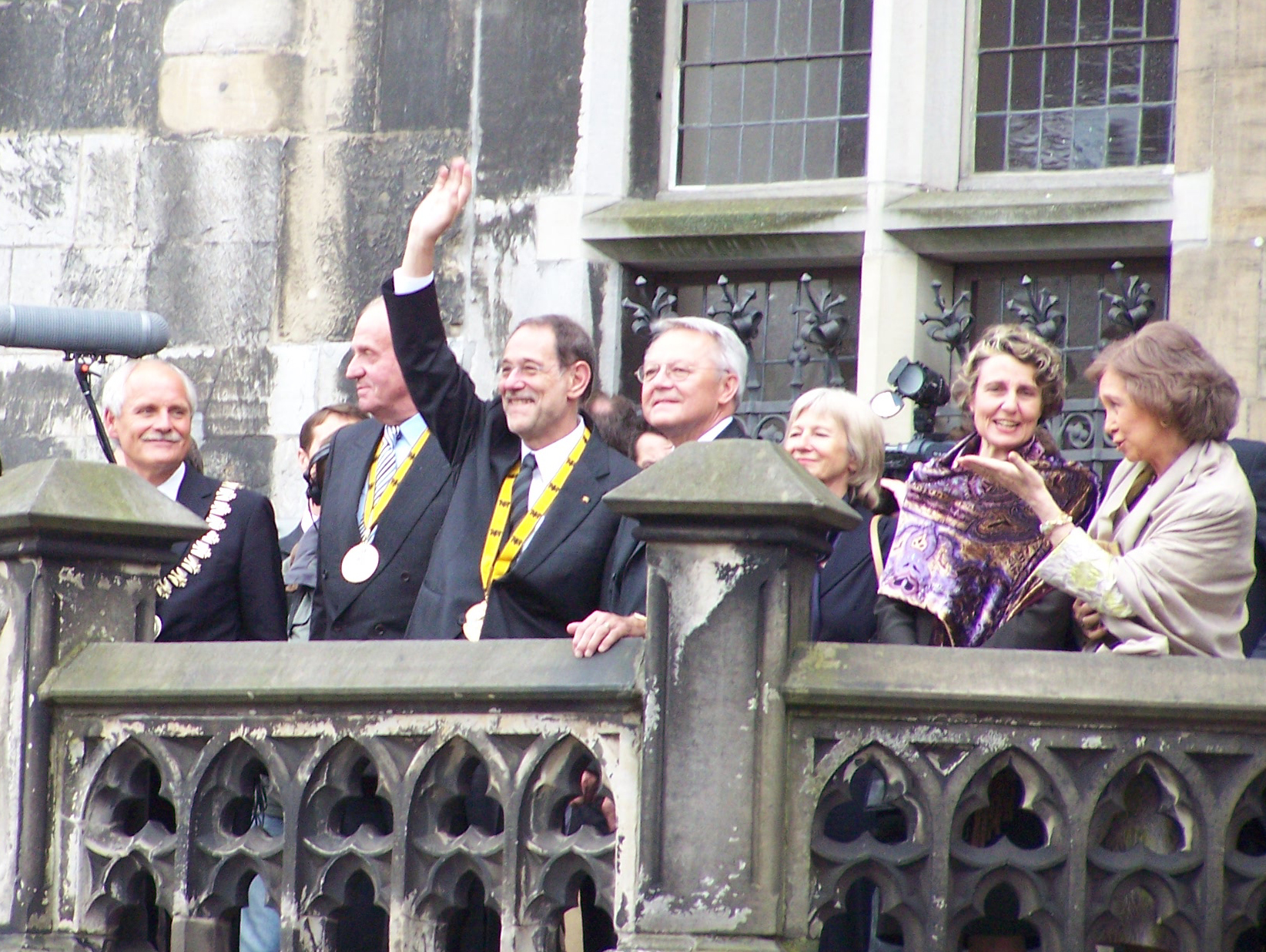
Karlspreisträger Javier Solana

Am 17. Mai 2007 erhielt Solana den Internationalen Karlspreis zu Aachen. Damit wurde er für seine Verdienste um Europa ausgezeichnet. Allerdings war die Verleihung erstmals seit Jahren wieder von Protesten begleitet. Anlass für den Protest war der Vorwurf, dass Solana als NATO-Generalsekretär 1999 im Kosovo-Krieg den Befehl zur Bombardierung Jugoslawiens gab, ohne dass hierfür ein UN-Mandat vorgelegen hatte.
Solana baute seine Position im Laufe seiner Amtsdauer immer weiter aus. Seine wachsenden Befugnisse führten auch zu Kritik. So warnte der EU-Parlamentarier Elmar Brok im Februar 2004 davor, dass Solana „zu mächtig werden und zu viel Verantwortung bekommen könnte“. Trotzdem wurde im EU-Verfassungsvertrag vorgesehen, seine Position deutlich aufzuwerten und zu einem „Europäischen Außenminister“ umzugestalten. Damit wären die Aufgaben des Außenkommissars und der Vorsitz im Rat für Auswärtige Angelegenheiten auf ihn übergegangen.
Nach der gescheiterten Ratifizierung des Verfassungsvertrages wurde die Bezeichnung „Europäischer Außenminister“ fallen gelassen. Die für dieses Amt ursprünglich vorgesehenen, umfassend erweiterten Befugnisse werden jedoch im Vertrag von Lissabon zum großen Teil auf den Hohen Vertreter der EU für Außen- und Sicherheitspolitik (Art. 18 EU-Vertrag) übertragen. Wie ursprünglich im Verfassungsvertrag für den Außenminister vorgesehen, vereint der Hohe Vertreter die Ämter des Außenkommissars und Vizepräsidenten der Europäischen Kommission auf sich.
Solana übernahm das neu geschaffene Amt jedoch nicht und schied somit mit dem Inkrafttreten des Vertrags von Lissabon (mit 1. Dezember 2009) aus seinem Amt aus. Seine Nachfolgerin als Hohe Vertreterin für die Außen- und Sicherheitspolitik wurde Catherine Ashton. Als Generalsekretär des Rates folgte ihm der bisherige stellvertretende Generalsekretär Pierre de Boissieu.

## Nach dem Ausscheiden aus der Politik
Solana zog sich aus der Politik gänzlich zurück und übernahm die Leitung des „Center for Global Economy and Geopolitics“ der Wirtschaftsschule ESADE in Barcelona.
Seit Februar 2010 leitet er die Abteilung für außenpolitische Forschung der Brookings Institution, eines konservativen amerikanischen Think-Tanks. Außerdem ist er Ehrenpräsident des Think-Tanks CIDOB in Barcelona.
Er ist Mitglied im European Leadership Network.

## Auszeichnungen

Wappen Solanas als Ritter des Ordens vom Goldenen Vlies (Spanien)

- 1996 Großkreuz des Ordens Alfons X. des Weisen
- 1998 Großkreuz des Verdienstordens der Republik Polen
- 1998 Großkreuz des Verdienstordens der Republik Ungarn
- 2002 Manfred-Wörner-Medaille
- 2003 Vision for Europe Award der Edmond Israel Foundation
- 2005 Orden des litauischen Großfürsten Gediminas
- 2006 Orden des Fürsten Jaroslaw des Weisen (III. Klasse)
- 2006 Wateler Peace Prize der niederländischen Carnegie Foundation
- 2007 Internationaler Karlspreis zu Aachen
- 2007 Großkreuz des Verdienstordens der Bundesrepublik Deutschland
- 2008 Peace Prize of the Children’s United Parliament of the World (CUPW)
- 2010 XVIII Premio de Convivencia Manuel Broseta
- 2010 Ewald-von-Kleist-Preis der Münchner Sicherheitskonferenz
- 2010 Großkreuz des portugiesischen Christusordens
- 2010 Orden vom Goldenen Vlies
- 2010 Ehrenpräsident des Zentrums für humanitären Dialog
- 2011 Europapreis Karl V. der Europäischen Akademie von Yuste